# Departamento de Hucal
Departamento de Hucal är en kommun i Argentina.   Den ligger i provinsen La Pampa, i den centrala delen av landet, 600 km sydväst om huvudstaden Buenos Aires.
Omgivningarna runt Departamento de Hucal är i huvudsak ett öppet busklandskap. Trakten runt Departamento de Hucal är nära nog obefolkad, med mindre än två invånare per kvadratkilometer.